# Zlatan Saračević
Zlatan Saračević ( * 27. července 1956) je bývalý jugoslávský a později bosenský atlet, halový mistr Evropy ve vrhu koulí.
Životním úspěchem pro něj byl titul halového mistra Evropy v vrhu koulí v roce 1980. O rok později připojil z evropského halového šampionátu bronzovou medaili. Jeho osobní rekord 21,11 m pochází z roku 1984. V roce 1992 startoval na olympiádě, nepostoupil však do finále.